# Windows-1250
Windows-1250 of CP1250 is een tekenset (Engels: code page) die op Microsoft Windows wordt gebruikt om tekst te representeren in Centraal en Oost-Europese talen die het Latijnse alfabet gebruiken, zoals Pools, Tsjechisch, Slowaaks, Hongaars, Sloveens, Bosnisch, Kroatisch, Servisch (Latijns schrift), Roemeens en Albanees. Deze tekenset kan ook voor de Duitse taal worden gebruikt; een Duitse tekst wordt in Windows-1250 en Windows-1252 exact gelijk gecodeerd.
In moderne applicaties wordt UTF-8 of UTF-16 geprefereerd.

## Tekensettabel
Windows-1250 beslaat 256 tekens en bestaat in feite uit twee delen.
Het bovenste deel ervan, de eerste 128 tekens (00–7F), is identiek aan de ASCII-tekenset.
Het onderste deel, met de tekens 80–FF, is daarom het interessante gedeelte.
De volgende tabel toont dat tweede deel van Windows-1250.
| Windows-1250 (CP1250) | Windows-1250 (CP1250) | Windows-1250 (CP1250) | Windows-1250 (CP1250) | Windows-1250 (CP1250) | Windows-1250 (CP1250) | Windows-1250 (CP1250) | Windows-1250 (CP1250) | Windows-1250 (CP1250) | Windows-1250 (CP1250) | Windows-1250 (CP1250) | Windows-1250 (CP1250) | Windows-1250 (CP1250) | Windows-1250 (CP1250) | Windows-1250 (CP1250) | Windows-1250 (CP1250) | Windows-1250 (CP1250) |
|                       | –0                    | –1                    | –2                    | –3                    | –4                    | –5                    | –6                    | –7                    | –8                    | –9                    | –A                    | –B                    | –C                    | –D                    | –E                    | –F                    |
| --------------------- | --------------------- | --------------------- | --------------------- | --------------------- | --------------------- | --------------------- | --------------------- | --------------------- | --------------------- | --------------------- | --------------------- | --------------------- | --------------------- | --------------------- | --------------------- | --------------------- |
| 8–                    | €                     |                       | ‚                     |                       | „                     | …                     | †                     | ‡                     |                       | ‰                     | Š                     | ‹                     | Ś                     | Ť                     | Ž                     | Ź                     |
| 9–                    |                       | ‘                     | ’                     | “                     | ”                     | •                     | –                     | —                     |                       | ™                     | š                     | ›                     | ś                     | ť                     | ž                     | ź                     |
| A–                    | NBSP                  | ˇ                     | ˘                     | Ł                     | ¤                     | Ą                     | ¦                     | §                     | ¨                     | ©                     | Ş                     | «                     | ¬                     | SHY                   | ®                     | Ż                     |
| B–                    | °                     | ±                     | ˛                     | ł                     | ´                     | µ                     | ¶                     | ·                     | ¸                     | ą                     | ş                     | »                     | Ľ                     | ˝                     | ľ                     | ż                     |
| C–                    | Ŕ                     | Á                     | Â                     | Ă                     | Ä                     | Ĺ                     | Ć                     | Ç                     | Č                     | É                     | Ę                     | Ë                     | Ě                     | Í                     | Î                     | Ď                     |
| D–                    | Đ                     | Ń                     | Ň                     | Ó                     | Ô                     | Ő                     | Ö                     | ×                     | Ř                     | Ů                     | Ú                     | Ű                     | Ü                     | Ý                     | Ţ                     | ß                     |
| E–                    | ŕ                     | á                     | â                     | ă                     | ä                     | ĺ                     | ć                     | ç                     | č                     | é                     | ę                     | ë                     | ě                     | í                     | î                     | ď                     |
| F–                    | đ                     | ń                     | ň                     | ó                     | ô                     | ő                     | ö                     | ÷                     | ř                     | ů                     | ú                     | ű                     | ü                     | ý                     | ţ                     | ˙                     |

De lege, roodgekleurde vakjes (81, 83, 88, 90 en 98) zijn niet in gebruik.